# Cardiognose
Na teologia cristã a Cardiognose (literalmente conhecimento do coração) é um carisma especial que Deus confere a alguns santos. No ascetismo cristão, o termo Cardiognose também indica os métodos ascéticos e técnicas de meditação que têm o objectivo de alcançar um estado interior de experiência mistica e eventualmente o carisma da Cardiognose

## Generalidade sobre a Cardiognose

### A Cardiognose como dono sobrenatural
Cardiognosis significa que o conhecimento do coração em sentido metafísico. O termo é encontrado duas vezes no NT, ambas as vezes em Atos, e não aparece na LXX. 1: 24
καὶ προσευξάμενοι εἶπαν, Σὺ κύριε, καρδιογνῶστα πάντων, ἀνάδειξον ὃν ἐξελέξω ἐκ τούτων τῶν δύο ἕνα. 15: 8 καὶ ὁ καρδιογνώστης θεὸς ἐμαρτύρησεν αὐτοῖς δοὺς τὸ πνεῦμα τὸ ἅγιον καθὼς καὶ ἡμῖν.
Igualmente relevante é Provérbios (27, 19):
quomodo no acervo prospicientium vultus resplandecente, sic corda hominum manifes sunt prudentibus.
O dom sobrenatural de Cardiognosis leva o santo, que a recebeu, a estabelecer em seu coração um diálogo interno e um conhecimento íntimo de Deus. Esta experiência mística é muitas vezes descrito por santos cristãos como o que percebe da Luz Interior de Cristo.

### A Cardiognose como método ascético
O prazo de Cardiognosis também é usado para indicar os métodos ascéticos e meditações que levam ao conhecimento do coração. Na Bíblia, o dom da Cardiognosis é indicado no discurso da Montanha (Mateus, 5: 8) "Bem-aventurados os puros de coração, porque eles verão a Deus".
Na tradição hesicasta, Cardiognosis é tratada na maioria dos textos da Filocalia (gr. Φιλοκάλειν To Love the Beautiful) como uma oração contínua a Deus. A mesma experiência está descrita em outra, muito mais curto, conhecido livro chamado O Caminho de um Peregrino, na qual um viajante russo aprende a rezar continuamente repetindo o nome de Jesus.

## História da Cardiognose

### Origem da Cardiognose

#### A Cardiognose na época contemporanea
A prática de Cardiognosis foi revivida por Tommaso Palamidessi. Soldadura a tradição hesicasta ea teologia cristã com as técnicas orientais de meditação, yoga, Tommaso Palamidessi desenvolveu uma nova prática de Cardiognosis. Esta técnica de meditação está profundamente tratada em seu ensaio A Ascese Mística e Meditação do Coração. De acordo com os ensinamentos archeosophical, cardiognosis é um método que irá estabelecer a inteligência do experimentador iluminado pela Inteligência de Cristo no coração. Esta técnica, de acordo com Palamidessi, vai trazer para experimentar a visão da Luz Interior e constitui uma forma suave e livre de perigo para o despertar da kundalini.